# Forces armées du Sénégal
Les Forces armées du Sénégal ont pour mission d'assurer la défense nationale et dans ce but, d'assurer en tous temps, en toutes circonstances et contre toutes les formes d’agression, la sécurité et l’intégrité du territoire du Sénégal et de sa population.
Elle contribue de même au respect des alliances, traités et accords internationaux. La mise en œuvre de la politique de la défense est arrêtée par le Président de la République qui est responsable de la défense nationale, dont il exerce la direction générale et militaire.
Chaque ministre est responsable de la préparation de l’exécution des mesures de défense incombant au Département dont il a la charge. Le Chef d'État-major général des armées (CEMGA), assiste le ministre chargé des Forces armées pour l’organisation générale, la mise en condition des forces et la coordination interarmées. Il est chargé de la préparation des plans et des opérations militaires.

## Organisation
En application de la loi 84-62 du 16 août 1984 complétée par la loi 89-02 du 17 janvier 1989, les forces armées comprennent :
au niveau de la présidence de la République :
- un Chef d’État-major particulier du président de la République (Sénégal)
- un Inspecteur général des forces armées
- une maison militaire

au niveau du ministère des Forces armées :
- les armées (État-major général des armées)
- la Gendarmerie nationale (Haut commandement de la gendarmerie nationale)
- les Directions de services
- le Centre directionnel de Dakar

Le ministre des Forces armées dispose :
- d’un Cabinet
- d’organismes rattachés
- de Directions de services rattachées
- de l’État-major général des armées
- du Haut commandement de la gendarmerie nationale

L'État-major général des armées est organisé comme suit :
- Chef d'État-major général des armées
- Sous-chef d’état-major général des armées
- Sous-chef opérations
- Sous-chef logistique
- Sous-chef administration
- Sous-chef ressources humaines
- Commandement de la formation

## Armée de terre

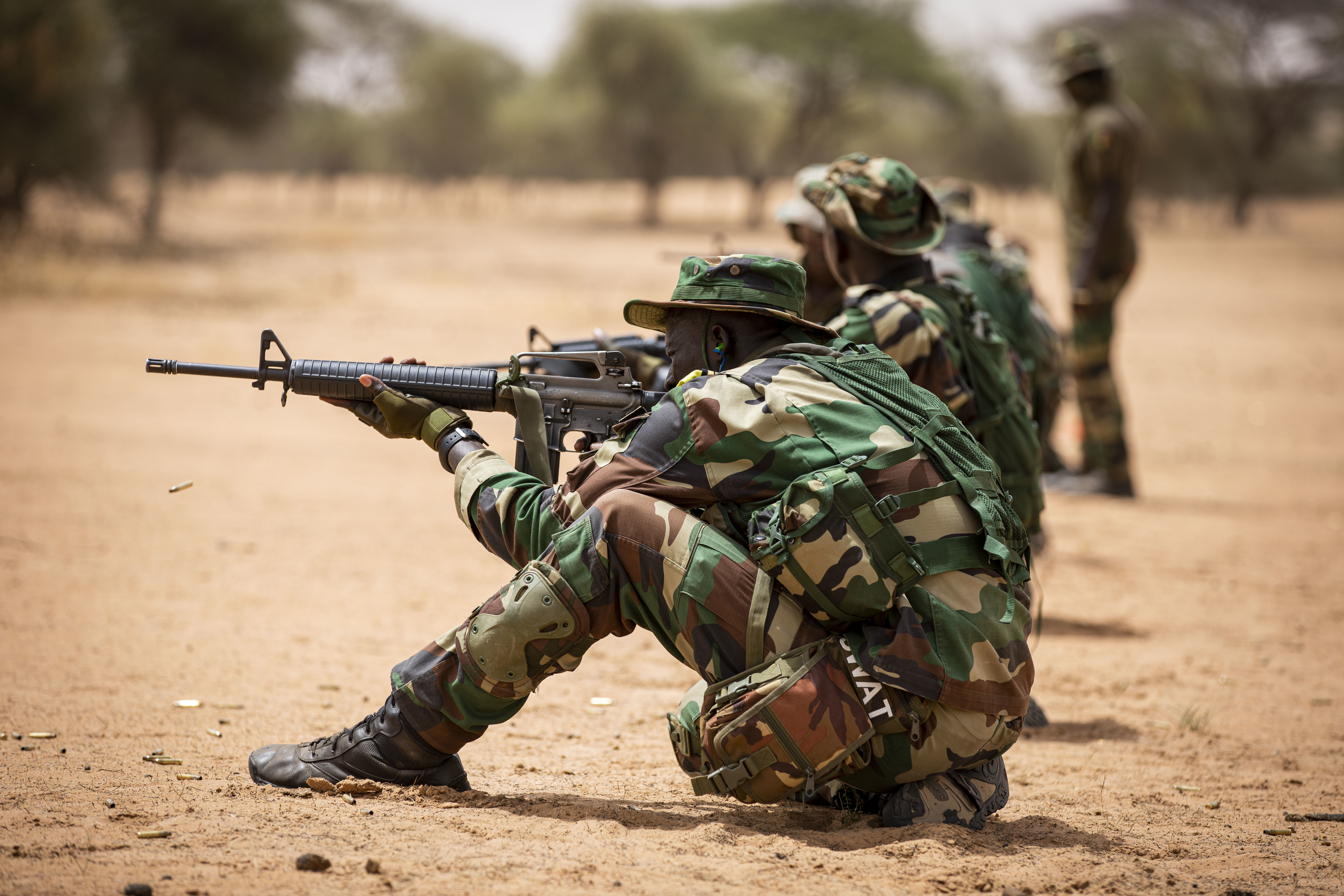
Fantassins à l'entraînement avec un M16A2 près de Dodji en 2022.

Doyenne et noyau des armées sénégalaises, l’armée de terre a opéré des mutations continues qui ont renforcé ses capacités d’intervention. Régulièrement restructurée et réorganisée de 1960 à nos jours, l’armée de terre sénégalaise a conforté au fil des ans son rôle dans la préparation des unités.

### Organisation
L’armée de terre constitue actuellement [Quand ?] la composante majeure de l'armée sénégalaise avec plus de la moitié des effectifs (environ 10 000 soldats). Elle est articulée autour d’un état-major avec deux divisions chargées des opérations et de la logistique. Elle s'articule également autour d'unités territoriales comprenant :
- des bataillons d’infanterie appuyés par des sections d'artillerie lourdes dont la mission et de veiller aux frontières.
- des bataillons de reconnaissance et d’appui (BRA) qui constituent des réserves zonales grâce à leur souplesse, leur mobilité et leur puissance de feu.

Enfin, elle possède plusieurs unités de réserve générale constituant une force d’intervention équipée et armée pour être projetées sur tout point du territoire national.

### Équipements

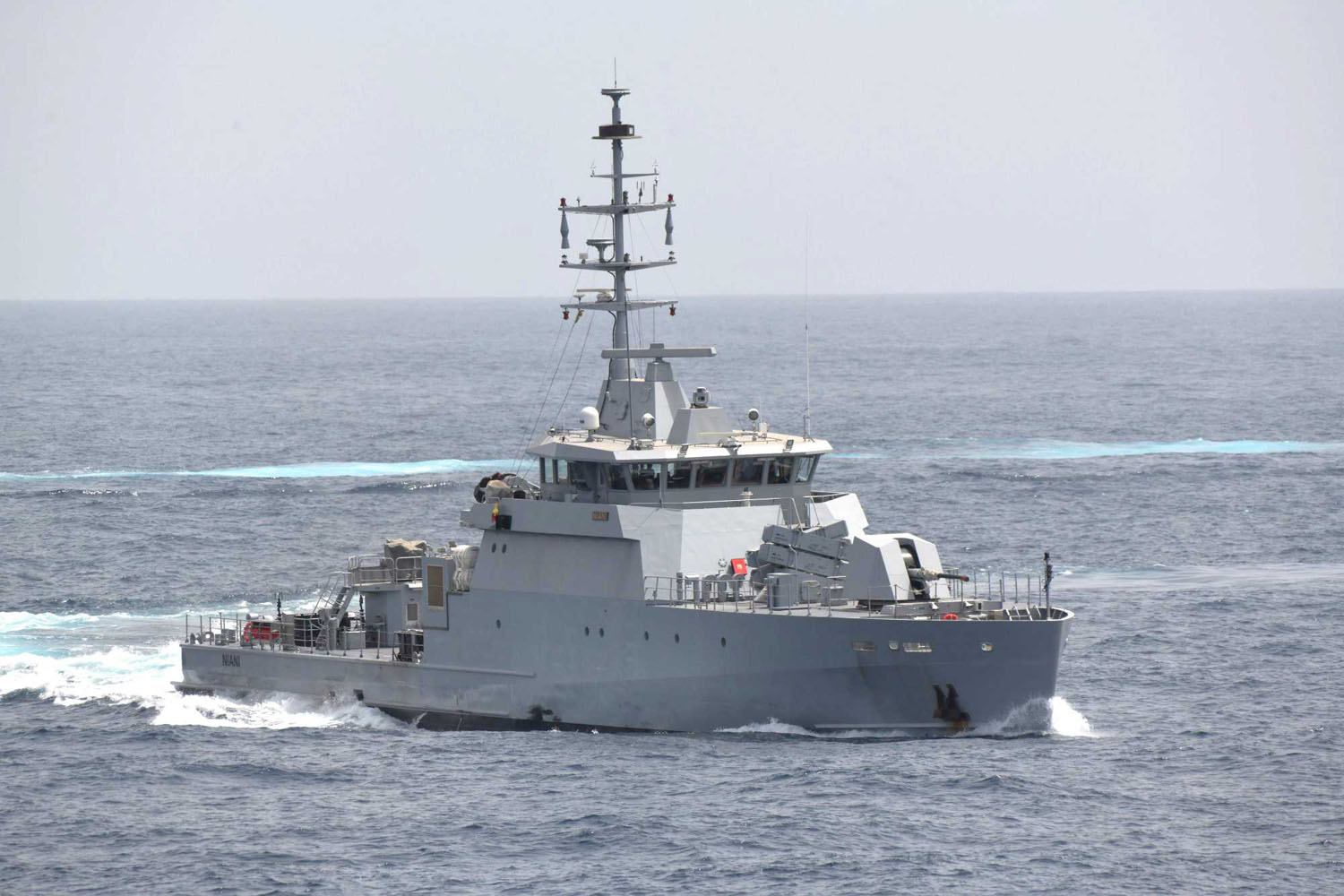
Le Niani, depuis 2023.

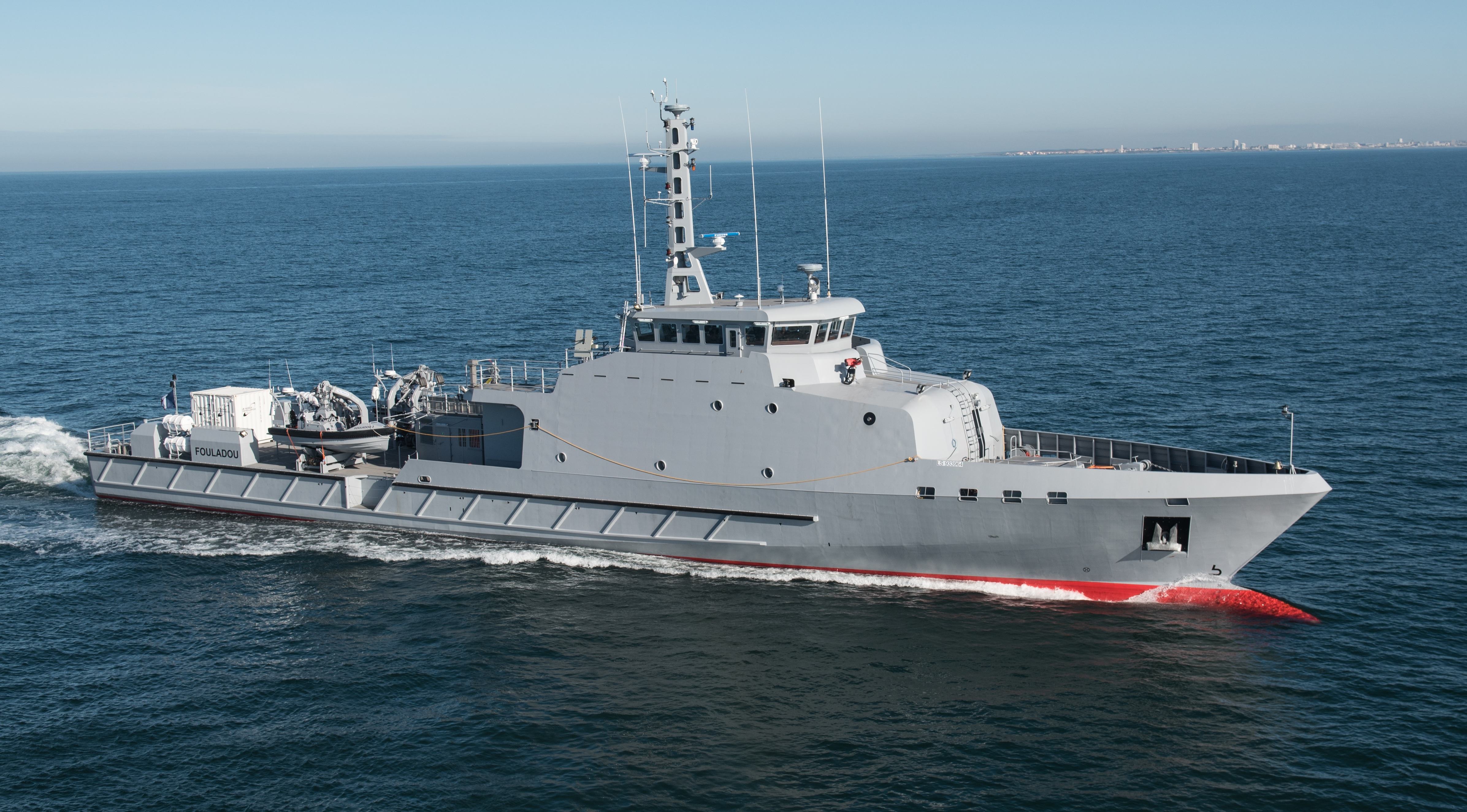
Le Fouladou, bâtiment amiral depuis 2016.

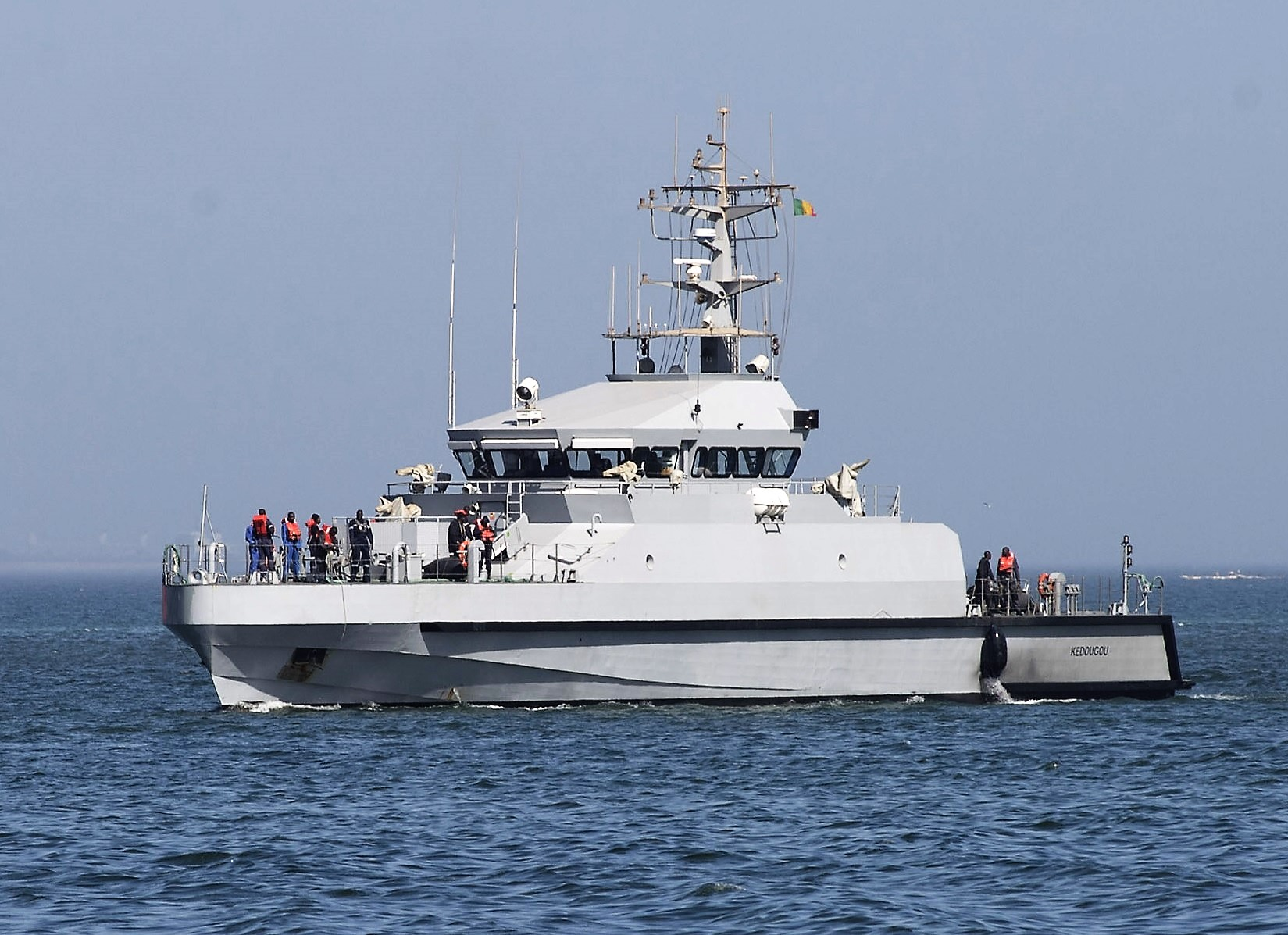
Le patrouilleur Kédougou, OPV 45 de la marine sénégalaise depuis 2015.

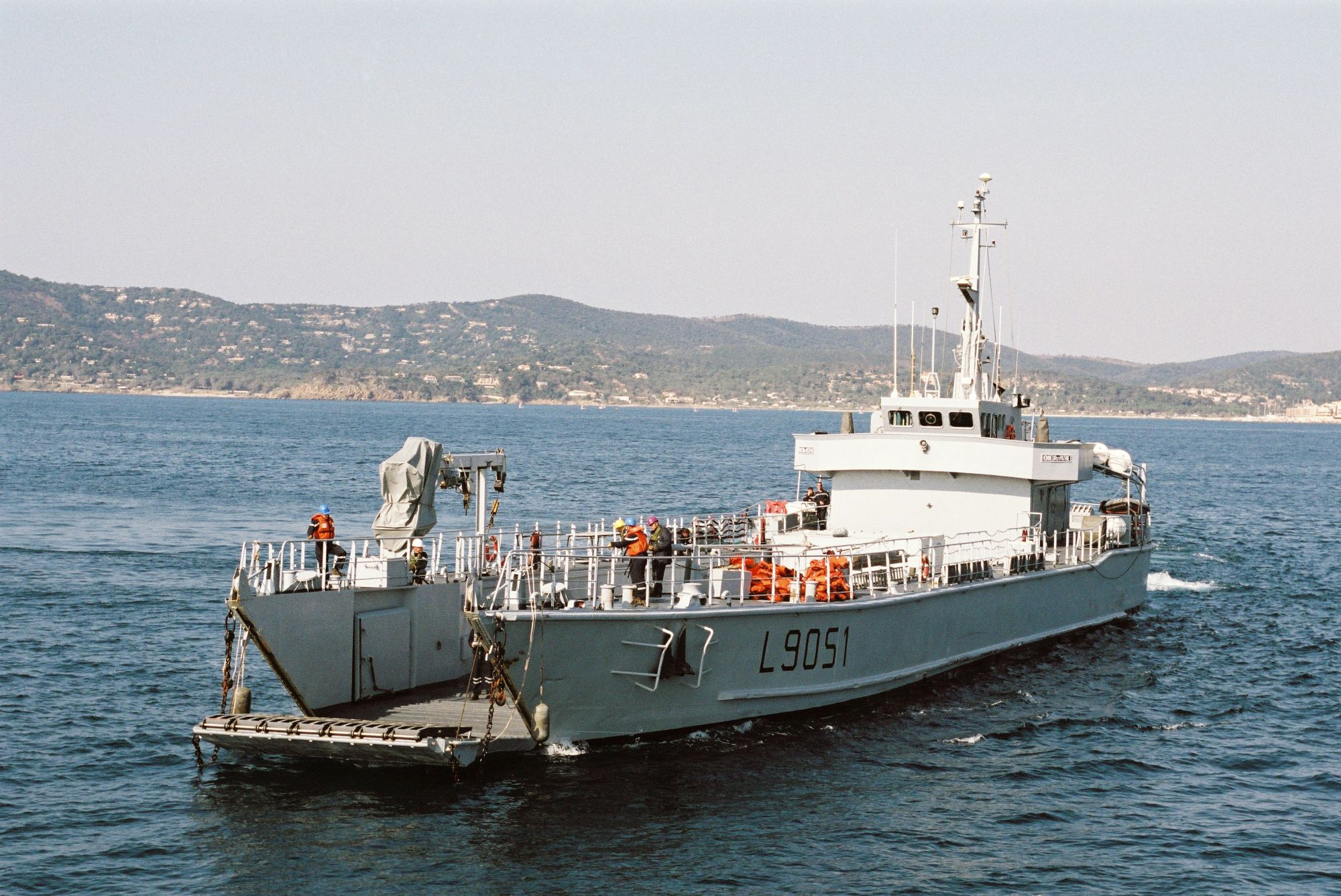
Le Gorée, ancien chaland de débarquement de la marine française.

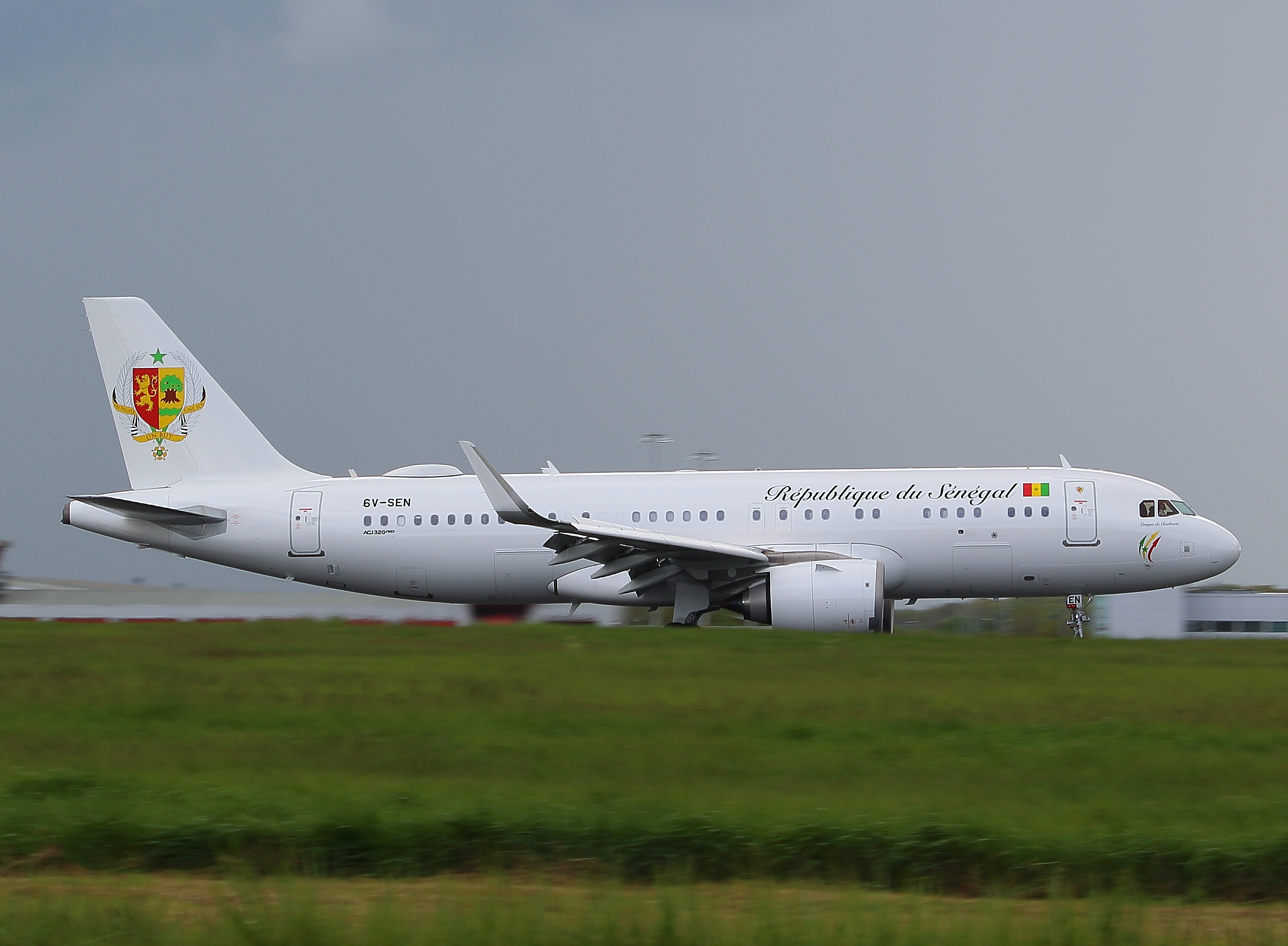
A320neo, Langue de Barbarie, du Groupement aérien sénégalais depuis 2021.

Le tableau ci-dessous présente une liste des différents équipements de l'armée de terre. Cette liste n'est pas exhaustive et ne prend pas en compte les divers équipements du Génie militaire et des Sapeurs-Pompiers.
| Armes portatives            | Armes portatives   | Armes portatives      | Armes portatives        | Armes portatives        |
| Fusil d'assaut              | Fusil de précision | Roquette              | Mitrailleuse            | Pistolet auto.          |
| --------------------------- | ------------------ | --------------------- | ----------------------- | ----------------------- |
| M4A1                        | M110               | RPG-7                 | M249                    | Sig-Sauer P220          |
| M16A2                       | FN SCAR-H          | AT4                   | FN M2HB                 | PAMAS G1                |
| T4 (en)                     | KNT-76             | LRAC F1 (36)          | AAN F1                  | -                       |
| TAR-21 (Marine)             | SVD                | MILAN (4)             | M60                     | -                       |
| FAMAS F1                    | FR-F2              | Eryx                  | FN Minimi               | -                       |
| HK G3                       | PGM                | Mistral               | -                       | -                       |
| -                           | -                  | Vanguard 2            | -                       | -                       |
| Véhicules et blindés légers |                    |                       |                         |                         |
| Transport de troupes        | Blindé léger       | Blindé léger          | Véhicule d'intervention | Véhicule d'intervention |
| Zetros                      | BRDM-2 (20)        | M20 (4)               | Toyota 70 Series        | PUMA M36 (en) (12)      |
| M35 series (en)             | AML-60 (28)        | WMA301 (12)           | RAM MkIII (en) (55)     | PUMA M26 (en) (30)      |
| M809                        | AML-90 (24)        | WZ551 (13)            | Dozor-B Oncilla         | Mamba APC               |
| M818 (en)                   | VXB 170 (12)       | EE-11 Urutu           | Humvee                  | Cobra II (30)           |
| kia KM450 (en)              | M3 Panhard (12)    | -                     | M151                    | IAG Light Patrol        |
| Casspir (9)                 | M8 (10)            | -                     | RG-31 Nyala             | -                       |
| KamAZ-6350 (12)             | -                  | -                     | -                       | -                       |
| VLRA                        | -                  | -                     | -                       | -                       |
| Artillerie / ALAT           |                    |                       |                         |                         |
| Obusier                     | Mortier            | Antiaérien et autre   | Aviation légère         | Aviation légère         |
| TRF1 (8)                    | M224               | ZPU-2                 | SA.341H Gazelle (1)     | SA.341H Gazelle (1)     |
| Mle 50 (6)                  | Mle 27/31          | Canon antiaérien (33) | SA.330F Puma (2)        | SA.330F Puma (2)        |
| 105 LG (8)                  | MO 120 RT (8)      | BM-21 Grad-U (8)      | Alouette III SA.316 (2) | Alouette III SA.316 (2) |
| M116 (6)                    | -                  | -                     | -                       | -                       |
| M2A2 (8)                    | -                  | -                     | -                       | -                       |

## Marine nationale

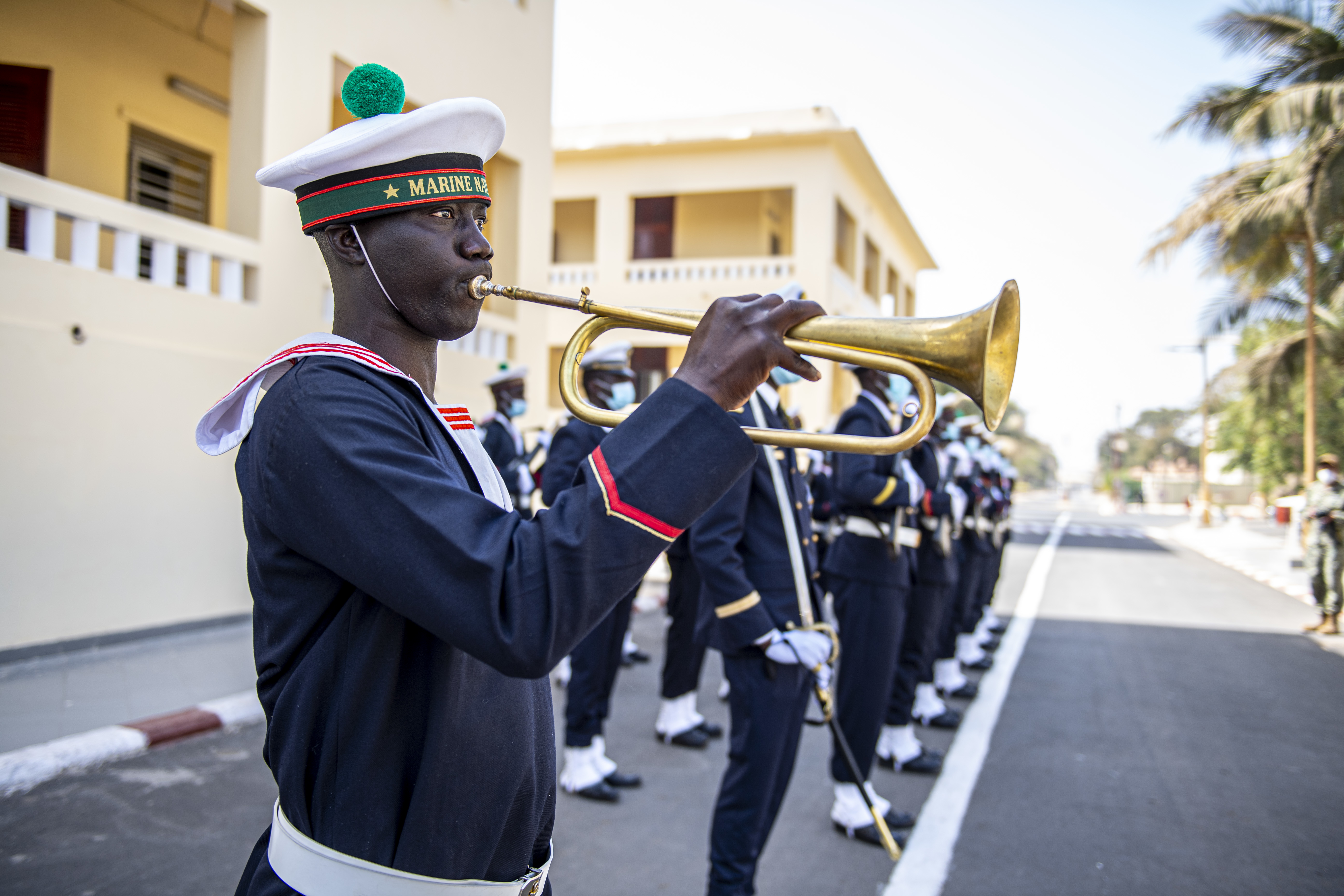
Marin sénégalais à la base navale Amiral Faye Gassama de Dakar en 2022.

Situé à l’extrême ouest du continent africain, le Sénégal occupe une position stratégique de choix grâce à une façade maritime prolongée par une Zone Économique Exclusive de deux cents miles particulièrement riche en ressources halieutiques et minières. De cette situation découle toute l’importance de la marine nationale sénégalaise créée en 1961, qui, aussitôt après l’indépendance, est chargée de préserver les intérêts de l’État en mer. Elle compte aujourd'hui environ 1 000 militaires.
L'École de la Marine nationale (EMAN) est inaugurée le 13 juin 2022. L’établissement se situe au Camp militaire général Mountaga Diallo, à Bel Air.

### Organisation
La Marine nationale comprend un état-major et trois (03) corps :
- Groupement Naval Opérationnel (GNO) : chargé de la mise en œuvre des unités navales qui sont regroupées en flottilles de Patrouilleurs de Haute Mer (PHM), de Bâtiments de Surveillance Côtière (BSC) et de Vedettes Côtières Rapides (VCR) et en groupe de transport (EDIC).
- Groupement de Soutien de la Marine (GSM) : chargé d’assurer la sécurité des infrastructures portuaires, l’entretien et la réparation des unités navales, la formation du personnel et le soutien logistique.
- Groupement de Surveillance Fluvio-maritime (GSFM) : chargé de la surveillance et de la protection des zones maritimes et fluviales.

### Équipements
| Navire                                                | Origine                      | Mis en service               | Classe                       | Longueur                     |
| Patrouilleur hauturier (PHM)                          | Patrouilleur hauturier (PHM) | Patrouilleur hauturier (PHM) | Patrouilleur hauturier (PHM) | Patrouilleur hauturier (PHM) |
| ----------------------------------------------------- | ---------------------------- | ---------------------------- | ---------------------------- | ---------------------------- |
| Cayor                                                 | France                       | 2024                         | OPV 58S                      | 62,2 m                       |
| Niani                                                 | France                       | 2023                         | OPV 58S                      | 62,2 m                       |
| Walo                                                  | France                       | 2023                         | OPV 58S                      | 62,2 m                       |
| Fouladou (bâtiment amiral)                            | France                       | 2016                         | OPV 190 Mk II                | 58 m                         |
| Kédougou                                              | France                       | 2015                         | OPV 45                       | 45,9 m                       |
| Taouay                                                | France                       | 2021                         | RPB 33                       | 33 m                         |
| Ferlo                                                 | France                       | 2013                         | RPB 33                       | 33 m                         |
| Lac Retba                                             | Israël                       | 2020                         | SHALDAG MK V                 | 32,6 m                       |
| Lac de Guiers                                         | Espagne                      | 2012                         | Conejera                     | 32 m                         |
| Bâtiment de surveillance côtière (BSC)                |                              |                              |                              |                              |
| Cachouane                                             | Israël                       | 2020                         | SHALDAG MK II                | 25 m                         |
| Soungrougrou                                          | Israël                       | 2019                         | SHALDAG MK II                | 25 m                         |
| Anambe                                                | Israël                       | 2019                         | SHALDAG MK II                | 25 m                         |
| Bâtiment de transport et de soutien logistique (EDIC) |                              |                              |                              |                              |
| Gorée                                                 | France                       | 2010                         | EDIC 700                     | 59 m                         |
| Karabane                                              | France                       | 1986                         | EDIC 700                     | 59 m                         |
| Fadiouth                                              | Israël                       | 2024                         | LCM                          | 24 m                         |
| Yoff                                                  | Israël                       | 2024                         | LCM                          | 24 m                         |
| CTM 2                                                 | France                       | 2010                         | CTM                          | 24 m                         |
| Baliseur / Recherche halieutique / Formation (GSM)    |                              |                              |                              |                              |
| Diender                                               | Corée du Sud                 | 2018                         | -                            | -                            |
| Samba Laobe Fall                                      | France                       | 2008                         | ECO 145                      | 45 m                         |
| Itaf Deme                                             | Japon                        | 2000                         | -                            | 38 m                         |
| Vedette rapide de surveillance côtière (VCR)          |                              |                              |                              |                              |
| Baye Sogui                                            | France                       | 2005                         | RPB 20                       | 20 m                         |
| Alphonse Faye                                         | France                       | 2004                         | RPB 20                       | 20 m                         |
| 1x VCR                                                | États-Unis                   | 2010                         | -                            | 13 m                         |
| 4x VCR                                                | France                       | 2005                         | RPB 12                       | 12 m                         |
| 4x VCR                                                | États-Unis                   | 2015                         | 38 DEFIANT                   | 11,5 m                       |
| 3x VCR                                                | États-Unis                   | 2010                         | DEFENDER RB-S                | 9 m                          |
| Drone                                                 |                              |                              |                              |                              |
| Nb. inconnu                                           | Israël                       | 2022                         | Black Eagle 50               | -                            |

## Armée de l'air

Cocarde de l'Armée de l'air sénégalaise.

Embryonnaire à ses débuts, elle a été restructurée à partir des années 1980 avec des moyens matériels et humains adaptés. Elle compte aujourd'hui environ 1 000 militaires.

### Organisation
- Un État-major dénommé EMAIR avec deux divisions : division opérations et division logistique ;
- Un groupement de soutien GSAA chargé de l’administration du personnel, du soutien logistique et de la défense des bases
- Un groupement opérationnel GOAA chargé des missions aériennes.
- Une école EAA chargée de la formation technique et professionnelle du personnel de l’armée de l’air.

### Équipements
| Avion d'entraînement | KAI KT-1 (4), Socata TB-30 (8), Diamond DA42 (4), Diamond DA40 (5)                                          |
| Avion de transport   | Airbus C295 (2), CASA CN-235 (1), ATR 42 (1), Beechcraft King Air (2), DHC-6 Twin Otter (1)                 |
| Hélicoptère          | Mil Mi-24 (5), Mil Mi-17 (4), Agusta AW139 (1), Bell 206 (2), Alouette III (1), Bell 505 (3), S300 (en) (7) |
| Patrouille maritime  | CASA CN-235 (1), CASA C-212 (1)                                                                             |
| Drone                | Bayraktar TB2, Bayraktar Mini UAV, Skylark II, Bluebird SpyLite                                             |
| Groupement Aérien    | Airbus A320neo (1)                                                                                          |
| Radar                | Ground Master 400 (2)                                                                                       |

## Gendarmerie nationale

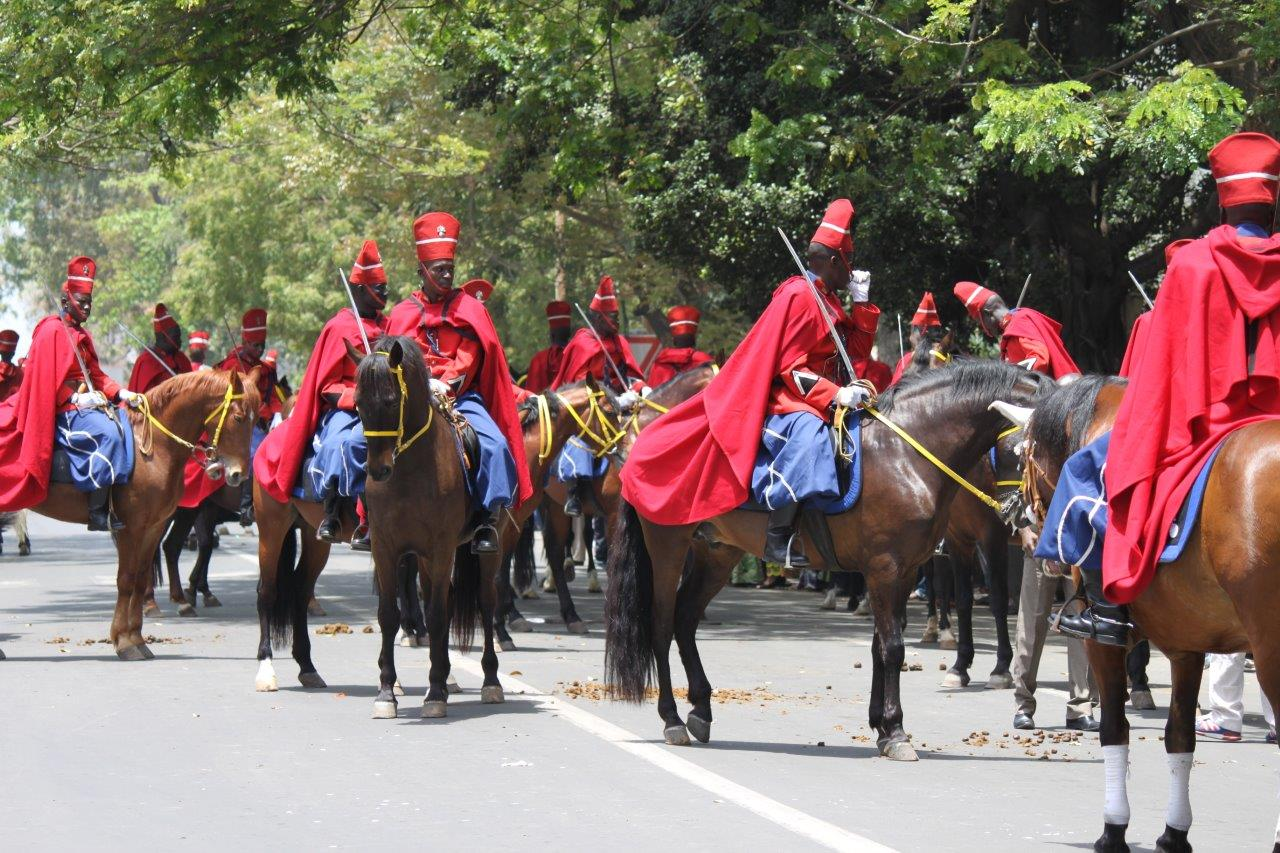
Spahis sénégalais (2012), ou Garde rouge, affiliés à la Gendarmerie sénégalaise.

Au Sénégal, la Gendarmerie nationale est une force de police à statut militaire subordonnée au ministère des Forces armées pour les missions militaires et de police, alors que la Police nationale dépend du ministère de l'Intérieur. Le numéro d'urgence de la gendarmerie est le même que celui de la police : le 17 ou le 112. Ce corps comprend également la Garde présidentielle issue de l'ancienne Garde coloniale de spahis sénégalais.
Le 02 novembre 2023 est inauguré le nouvel état major de la gendarmerie et du renseignement militaire, à cet effet le président de la république a fait un point sur les effectifs et les équipements de la gendarmerie nationale sénégalaise.

### Organisation
La Gendarmerie nationale a vu son effectif tripler en 12 ans et devrait atteindre 35000 hommes et femmes à l’horizon 2025, ce qui lui permet d’opérer un maillage complet du territoire national..
Elle est saluée pour sa « modernisation » et le « niveau d’équipement » matériel de la Gendarmerie nationale. La Gendarmerie territoriale dispose de 9 légions, 6 sections de recherche, 25 compagnies et 195 brigades.
Pour la Gendarmerie mobile, le président de la République soutient qu’elle compte 60 escadrons de manœuvre pleinement opérationnels, soit 18 escadrons répartis en groupements mobiles et en groupements blindés au sein de la légion de gendarmerie d’interventions et 42 escadrons de surveillance répartis sur l’entendue du territoire national.
S’agissant du centre de renseignement et d’intervention de la Gendarmerie, le chef de l’État souligne qu’il dispose d’une infrastructure moderne équipée de matériels de dernière génération et bénéficie du soutien opérationnel de l’escadrille de drones et de la légion d’appui de la Gendarmerie de l’air et des transports aériens.
Le chef de l’état a loué également la pertinence du musée de la Gendarmerie en cours de réalisation dans l’enceinte du quartier Samba Diéry Diallo. “La Gendarmerie nationale, c’est aussi un patrimoine et une histoire mais aussi de vieilles traditions qui méritent d’être conservées, enseignées et léguées à la postérité’’, a-t-il souligné.

### Équipement de la gendarmerie
Véhicules de combat et maintien de l'ordre : 
- VN22
- CS/VN3C
- Arquus Dagger
- Nurol Ejder
- ACMAT Bastion
- Otokar Cobra
- Iveco 4x4 police

La gendarmerie dispose également de canons à eau et de drones de reconnaissance.

## Présentation des Directions
- La Direction du Génie et de l'Infrastructure des Armées
- La Direction de l'Action Social des Armées
- La Direction de l'Information et des Relations Publiques des Armées (Sénégal)
- La Direction du Matériel des Armées
- La Direction de l'Intendance des Armées
- La Direction des Transmissions et de l'Informatique
- La Direction de la Prévention et de la Sécurité des Armées
- La Direction du Service de Santé des Armées

## Présentation des écoles
- L'école militaire de santé
- L'école d'application de l'infanterie
- L'école nationale des officiers d'active
- L'école de l'armée de l'air de Thiès
- L'école d'application du service de santé des armées
- L'école nationale des sous-officiers d'active
- Le Prytanée militaire de Saint-Louis
- Le 12e bataillon d'instruction
- Le centre de perfectionnement des cadres militaires
- Le bureau enseignement militaire supérieur

## Histoire

### Armée de terre

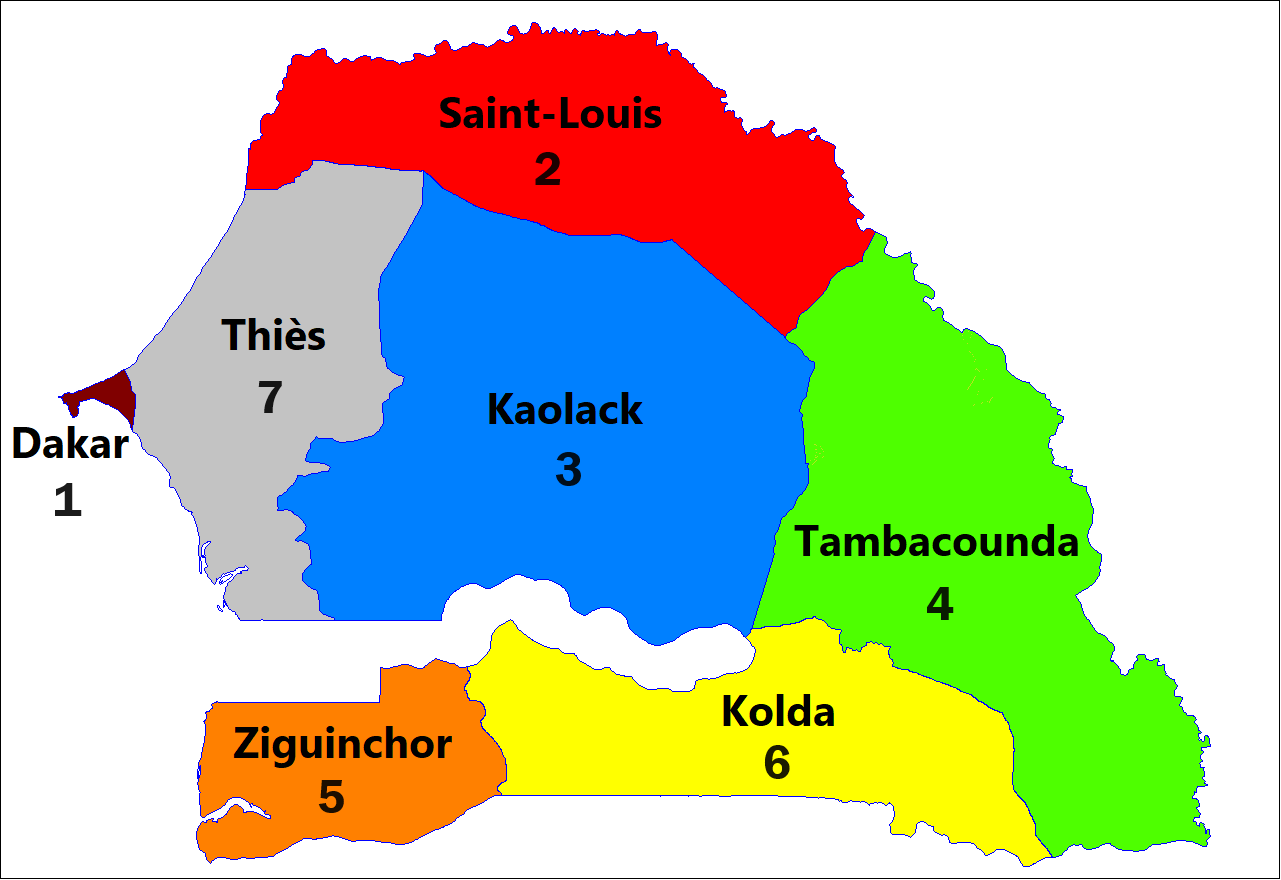
Le territoire sénégalais est divisé en sept zones militaires distinctes, délimitant les rayons d'action des différentes unités territoriales.

Trois grandes périodes ont marqué l’évolution de l’Armée de terre sénégalaise :
- La première période de 1960 à 1971 :
  - création de quelques bataillons et participation à la sécurisation de la frontière Sud dans le cadre de la guerre de libération de la Guinée-Bissau et aux opérations de maintien de la paix au Congo (ONUC).
- La seconde période de 1972 à 1988 :
  - avènement d’un commandement de l’armée de terre (COMTER) qui se transformera d’abord en État-major Terre (EMTER) et enfin en État-major de l’armée de terre (EMAT)
  - couverture de l’ensemble du territoire national par des bataillons d’infanterie et de divers corps de troupe
  - création des Écoles de formations : l’École nationale des aous-officiers d’active (ENSOA) en 1971, l’École nationale des Officiers d’Active (ENOA) en 1981, et la Division d’application l’infanterie (DAI) en 1984 devenue École d’Application d’Infanterie (EAI) en 1990.
  - participation de l’Armée de Terre à des opérations de maintien de la paix au Tchad, au Zaïre au Sinaï (FINUS), au Liban (FINUL) et en Gambie ( FODE KABA II).
- La troisième période de 1988 à nos jours :
  - montée en puissance des formations
  - opérations simultanées dans la vallée du Fleuve Sénégal et dans le Sud du pays en 1989.

La montée en puissance de ces formations a permis à l’Armée de Terre de faire la preuve de ses capacités, tant à l’intérieur du territoire qu’à l’extérieur, notamment lors de la Guerre du Golfe (Bouclier et Tempête du Désert), de la guerre civile du Libéria (ECOMOG et MINUL), de la guerre civile du Rwanda (MINUAR et TURQUOISE), de la Centrafrique (MISAB et MINURCA) et de la Guinée-Bissau (GABOU).

### Marine nationale

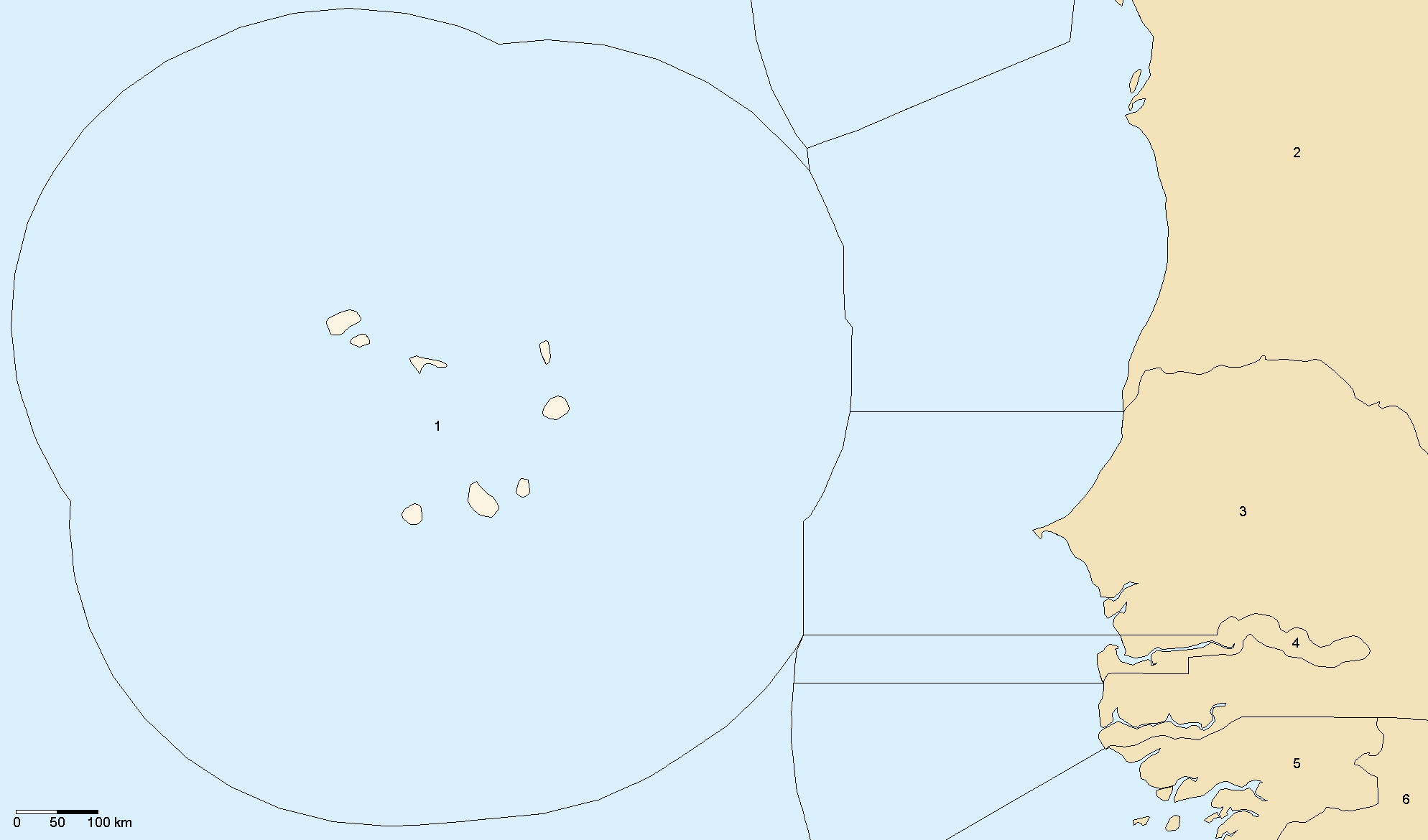
Zone économique exclusive (ZEE) de la République du Sénégal et de ses voisins.

La Marine nationale sénégalaise a été créée le 22 janvier 1961.
Des étapes ont marqué l’évolution de la Marine notamment :
- 1961 : Acquisition du premier patrouilleur côtier rapide dénommé Sénégal.
- 22 janvier 1975 : La Marine passe sous commandement sénégalais intégral (auparavant conjoint avec la Marine française) ; le capitaine de corvette Faye Gassama est nommé Commandant de la Marine.
- de 1982 à 1989 : Restructuration de la Marine avec la création de l’État-major, du Groupement de Soutien de la Marine (GSM), du Groupement Naval Opérationnel (GNO) et l’ouverture de la base navale secondaire d’Elinkine.
- 1997 : Création du Groupement de Surveillance Fluvio-Maritime (GSFM).
- 2022 : Création de l'École de la Marine nationale (EMAN).

### Armée de l'Air

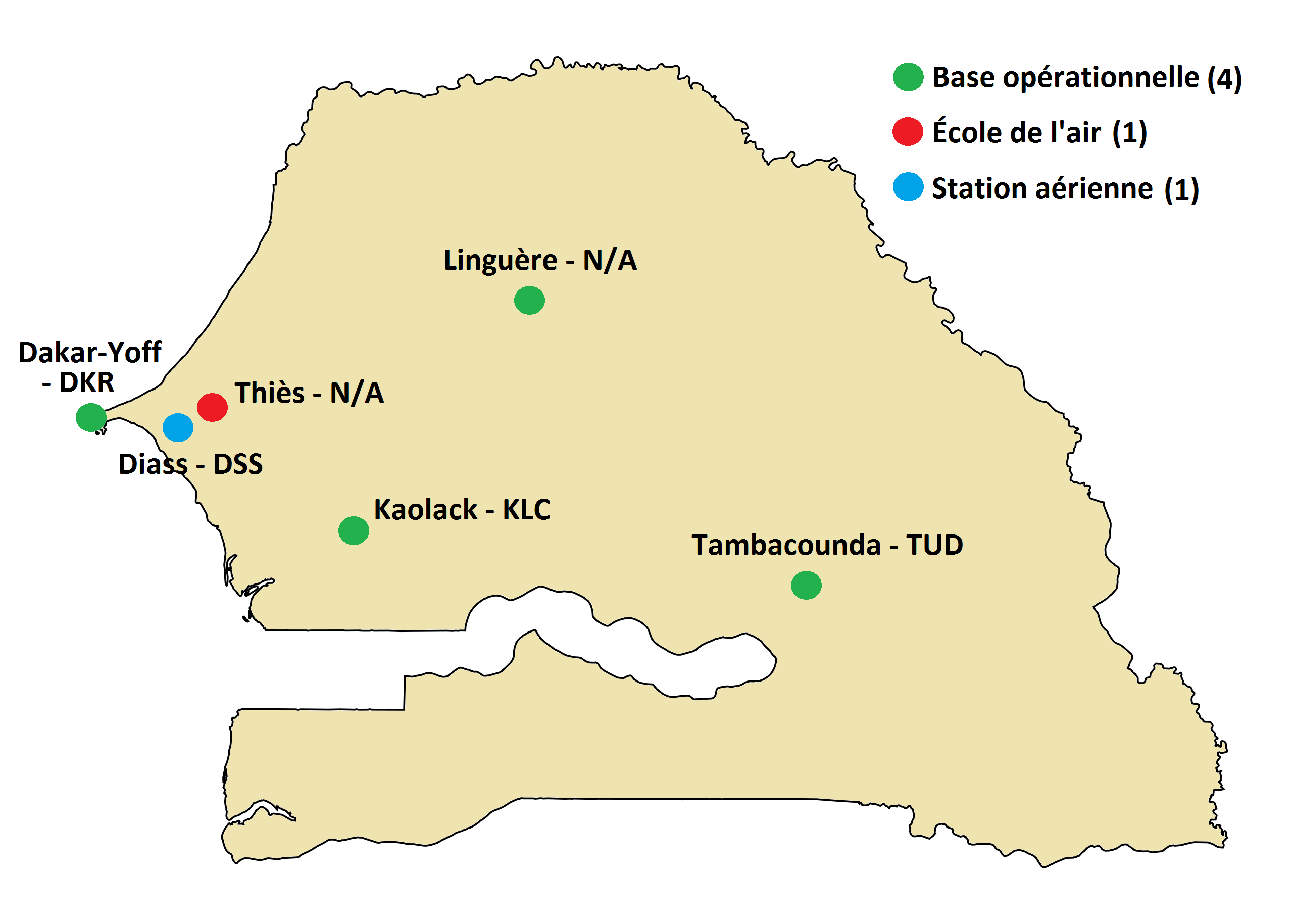
Bases de l'Armée de l'Air.

L’armée de l’Air sénégalaise a été créée le 1er avril 1961 avec essentiellement du personnel de l’assistance technique française et du matériel aéronautique composé d’un (01) C.47 et d’un (01) hélicoptère de type Bell, et à titre de prêt.
Les deux premiers pilotes sénégalais sont sortis d’école en 1964. Le premier officier mécanicien et le premier pilote commandant de bord en 1966.
Le potentiel des moyens aériens a évolué et atteint son plus haut niveau en 1984 par l’acquisition :
- d’hélicoptères lourds type SA330 Puma (perdus lors de l'opération Fodé Kaba et lors d'un entrainement)
- d’avions de transport Fokker F27
- d’avions d’entraînement et de combat type Fouga Magister
- d’avions d’appui et d’observation Rallye Guerrier G 235,
- d’un avion de patrouille maritime type Twin Otter.

L’Armée de l’air a eu à mettre en œuvre des avions de transport et de liaison type Dakota C47, Broussard, Cessna et des hélicoptères type Bell et Alouette III.
Le commandement du 1er Groupement Aérien Sénégalais a été sénégalisé en 1966 et le Commandement de l’Armée de l’Air le 1er juillet 1972. Depuis 1974, l’Armée de l’Air ne compte dans ses rangs que deux personnels de l’Assistance Militaire Technique française, un officier et un sous-officier conseillers du commandement.
En avril 2006, la France offre 2 Epsilon et 1 hélicoptère Ecureuil, à la suite de l'engagement pris par le président français Jacques Chirac, lors de sa visite au Sénégal en février 2005. L'État sénégalais a récemment acquis 2 Mi-35P, 2 Mi-171SH. L'Espagne a donné 2 UH-1H et CN212 en 2008 aux Forces Aériennes Sénégalaises.

## Les opérations extérieures

### Opérations achevées
- Force intérimaire des Nations unies au Liban
- Autorité provisoire des Nations unies au Cambodge
- ECOMIL ECOMOG Libéria
- Force de déploiement préventif des Nations unies en république de Macédoine
- Force d’urgence des Nations unies II a été déployée entre l’Égypte et Israël
- Mission des Nations unies pour l’assistance au Rwanda
- Mission des Nations unies en République centrafricaine
- Mission préparatoire des Nations unies au Cambodge
- Mission de transition des Nations unies en Haïti
- Mission d’observation des Nations unies pour l’Irak et le Koweït
- Mission de l’Union africaine au Soudan (Darfour)
- Opération des Nations unies pour le rétablissement de la confiance en Croatie
- Mission de vérification des Nations unies en Angola II et III
- Administration transitoire des Nations unies au Timor oriental
- Force panafricaine de maintien de la paix au Tchad
- Force de protection des Nations unies en Yougoslavie
- Groupe d’observateurs militaires des Nations Unies pour l’Iran et l’Irak
- Mission des Nations unies en Bosnie-Herzégovine
- Mission de police civile des Nations unies en Haïti
- Mission de Surveillance des Accords de Bangui
- Mission d’observation des Nations unies en Angola
- Mission d’observation des Nations unies en Ouganda-Rwanda
- Opérations des Nations unies au Burundi
- Opération Turquoise au Rwanda
- Opération des Nations unies au Congo
- Intervention militaire avec l'appui de la CÉDÉAO en Gambie

### Opérations sans mandat
- Opération Fodé Kaba I et II (lors de la tentative de coup d'État de 1981 en Gambie (en))[13]
- Opération Gabou (guerre civile de Guinée-Bissau)

### Opérations en cours
- Mission d’assistance électorale et sécuritaire aux Comores de l’Union Africaine
- Mission des Nations unies au Liberia
- Mission des Nations Unies pour la stabilisation en Haïti
- Mission des Nations Unies en République démocratique du Congo
- Mission des Nations Unies et de l’Union Africaine au Darfour
- Mission des Nations unies en République Centrafricaine et au Tchad
- Mission Intégrée des Nations Unies au Timor-Leste
- Opération des Nations Unies en Côte d’Ivoire
- Opération des Nations unies au Burundi
- Mission d'Intervention et de Soutien au Mali sous Autorité africaine

## Budget
Le budget des forces armées a augmenté de 9 % pour 2001-2002, et de 8 % pour 2002-2003, atteignant les 56 milliards de francs CFA soit 68,6 millions de dollars à l'époque.
En 2005 les dépenses militaires étaient estimées à 1,4 % du PIB, en 2006 à 1,9 %.
Selon le Stockholm International Peace Research Institute, en 2005, le budget a été de 117 300 000 $ soit le 113e rang au classement des budgets de défense par pays. Cela fait du Sénégal le 3e budget de défense de l'Afrique de l'Ouest francophone derrière la Côte d'Ivoire et la Guinée Conakry.
Le budget n'est pas représentatif du niveau de renouvellement du matériel car le Sénégal bénéficie de beaucoup de dons de matériel de pays alliés ce qui permet d'avoir malgré le faible budget d'investissement une montée en puissance et un niveau opérationnel correct.
Mais notons qu'en 2021 le budget est d'environ 805 000 000 $ soit une hausse de presque 800% en un peu plus de 15 ans ;  cette hausse reflète la détermination du gouvernement sénégalais a moderniser son armée et aujourd'hui l'armée sénégalaise a l'un des meilleurs budgets de défense d'Afrique.

## Recrutement
Pour la première fois, 300 jeunes femmes sont incorporées dans des unités combattantes en 2008 .

## Publications
Les forces armées éditent plusieurs publications telles que Sunugaal, une revue de liaison et de réflexion ; Armée/Nation, une revue trimestrielle de réflexion ; le Jambaar, un journal bimestriel d’information et de liaison ; Infogendarme, un journal bimestriel de la Gendarmerie nationale, ainsi que la Revue de la Gendarmerie.